# Ron Newhook
Ron Newhook (* 9. August 1977 in North Bay, Ontario) ist ein ehemaliger kanadischer Eishockeyspieler, der zuletzt beim ESC Kempten in der Landesliga Bayern unter Vertrag stand. Seit 2012 besitzt er neben der Kanadischen die deutsche Staatsbürgerschaft.

## Karriere
Newhook bestritt sein erstes Profispiel in der Saison 1994/95 im Alter von 18 Jahren bei den Sudbury Wolves in der Ontario Hockey League. In den Folgejahren spielte er weiterhin für die Sudbury Wolves, ehe er während der Saison 1996/97 zuerst zu den London Knights und dann zu Toledo Storm in die East Coast Hockey League wechselte.
Zur Saison 1998/99 unterschrieb er einen Vertrag bei den Waco Wizards in der Western Professional Hockey League und wechselte nach einem Jahr zu Central-Texas Stampede. Bei diesem Verein begann er auch die Saison 2000/01, bevor er zu den Amarillo Rattlers wechselte.
Zu Beginn der Saison 2001/02 wechselte er aus Kanada nach Deutschland zum ESV Kaufbeuren in die Oberliga, bei dem er auch die Saison 2002/03 verbrachte.
Im Jahr 2002 unterschrieb Newhook einen Vertrag beim EHC München in der Oberliga für die Saison 2002/03 und mit diesem Team gelang ihm in der Saison 2004/05 der Aufstieg in die 2. Bundesliga.
Der EV Ravensburg sicherte sich die Dienste von Newhook vorerst für den Zeitraum zwischen 2005 und 2007 und der Vertrag wurde für die Saison 2007/08 verlängert.
In Ravensburg war er maßgeblich am Aufstieg beteiligt, beendete die Saison 2006/07 als punktbester Ravensburger Stürmer und wurde daraufhin zum Spieler des Jahres gewählt.
Trotz seiner Erfolge in Ravensburg entschloss sich Newhook für die Rückkehr in die Oberliga, wo er in der Saison 2008/09 bei den Starbulls Rosenheim unter Vertrag stand und mit diesen den Aufstieg in die 2. Bundesliga schaffte.
Zur Saison 2010/11 schloss er sich dem ECDC Memmingen in der viertklassigen Bayernliga an. Im Jahr darauf wechselte er zum ERC Sonthofen in der Bayernliga und wurde 2014 durch einen Sweep gegen seinen ehemaligen Verein aus Memmingen Bayernligameister. In der Saison 2014/2015 und 2015/16 spielte er mit dem ERC Sonthofen in der Oberliga Süd.
Im April 2016 wurde bekannt, dass er von der Oberliga in die Landesliga zum EV Füssen wechselt, mit denen er 2019 in die Oberliga Süd aufstieg. Aufgrund seines Alters und des größeren Aufwandes in der Oberliga wechselte er daraufhin zum ESC Kempten zurück in die Landesliga und beendete nach einer Saison in Kempten im Alter von 43 Jahren seine Karriere.

## Karrierestatistik
(Legende zur Spielerstatistik: Sp oder GP = absolvierte Spiele; T oder G = erzielte Tore; V oder A = erzielte Assists; Pkt oder Pts = erzielte Scorerpunkte; SM oder PIM = erhaltene Strafminuten; +/− = Plus/Minus-Bilanz; PP = erzielte Überzahltore; SH = erzielte Unterzahltore; GW = erzielte Siegtore; 1 Play-downs/Relegation; Kursiv: Statistik nicht vollständig)

## Erfolge
- Die meisten Assists (Oberliga Südwest 2003/04 und Oberliga Meisterrunde 2005/06)
- Aufstieg in die 2. Bundesliga mit München 2004
- Aufstieg in die 2. Bundesliga mit Ravensburg 2007
- Ravensburgs Spieler der Saison 06/07
- Aufstieg in die 2. Bundesliga mit den Starbulls Rosenheim 2010
- Bayernligameister 2014 & 2019
- Aufstieg in die Oberliga mit dem ERC Sonthofen 2014
- Aufstieg in die Oberliga mit dem EV Füssen 2019